# Loa, Utah
Loa är administrativ huvudort i Wayne County i Utah. Orten hade 572 invånare enligt 2010 års folkräkning.